# Morengo
Morengo est une commune italienne de la province de Bergame dans la région Lombardie en Italie.

## Administration
| Période                                  | Période | Identité | Étiquette | Qualité |
| ---------------------------------------- | ------- | -------- | --------- | ------- |
|                                          |         |          |           |         |
| Les données manquantes sont à compléter. |         |          |           |         |

### Jumelages
Morengo est jumelée avec:
- Podensac (France) depuis 2018

### Communes limitrophes
Bariano, Brignano Gera d'Adda, Caravaggio, Cologno al Serio, Martinengo, Pagazzano, Romano di Lombardia.